# Killing Joke (album 1980)
Killing Joke – debiutancki album zespołu Killing Joke, wydany w sierpniu 1980 przez wydawnictwo E.G. Records. Wydanie na rynek amerykański różniło się w niewielki sposób od wydania brytyjskiego, zawierając dodatkowy utwór "Change", znajdujący się pomiędzy utworami "Complications" oraz "S.O.36". W 2005, nakładem Virgin Records (EMI), ukazała się odświeżona (zob. remastering) edycja albumu, zawierająca pięć utworów bonusowych.

## Spis utworów
Wszystkie utwory są autorstwa Killing Joke.
1. "Requiem" – 3:44
2. "Wardance" – 3:47
3. "Tomorrow's World" – 5:29
4. "Bloodsport" – 4:46
5. "The Wait" – 3:42
6. "Complications" – 3:08
7. "S.O.36" – 6:52
8. "Primitive" – 3:36
9. "Change"* – 4:01
10. "Requiem (Single Version)"* – 3:47
11. "Change (Dub)"* – 4:00
12. "Primitive (Rough Mix)"* – 3:34
13. "Bloodsport (Rough Mix)"* – 4:50

(*) Utwory bonusowe zawarte na odnowionym wydaniach: CD (Virgin Records/EMI, 2005) i 2xLP (Let Them Eat Vinyl, 2008)

## Skład zespołu
- Jaz Coleman – śpiew, syntezatory
- Kevin "Geordie" Walker – gitara
- Martin "Youth" Glover – gitara basowa
- Paul Ferguson – perkusja, śpiew